# Ronan Vibert
Ronan Vibert (Cambridge, 23 febbraio 1964 – 22 dicembre 2022) è stato un attore britannico.

## Biografia
Figlio di due artisti, Dilys Jackson e David Vibert, studiò alla Royal Academy of Dramatic Art per tre anni.
Nel 2003 interpreta l'agente Calloway nel film Lara Croft: Tomb Raider - La culla della vita.
Morì in ospedale in Florida il 22 dicembre 2022, all'età di 58 anni, dopo una breve malattia.

## Filmografia parziale

### Cinema
- Sulla collina nera (On the Black Hill), regia di Andrew Grieve (1987)
- Talos - L'ombra del faraone (Talos of the mummy), regia di Russell Mulcahy (1998)
- L'ombra del vampiro (Shadow of the Vampire), regia di E. Elias Merhige (2000)
- Hollywood Confidential (The Cat's Meow), regia di Peter Bogdanovich (2001)
- Il pianista (The Pianist), regia di Roman Polański (2002)
- La principessa sul pisello (The Princess and the Pea), regia di Mark Swan (2002)
- Lara Croft: Tomb Raider - La culla della vita (Lara Croft: Tomb Raider – The Cradle of Life), regia di Jan de Bont (2003)
- Saving Mr. Banks, regia di John Lee Hancock (2013)
- Dracula Untold, regia di Gary Shore (2014)
- L'uomo di neve (The Snowman), regia di Tomas Alfredson (2017)

### Televisione
- Metropolitan Police – serie TV, 4 episodi (1989-2009)
- Van der Valk – serie TV, episodio 4x02 (1991)
- I racconti della cripta (Tales from the Crypt) – serie TV, episodio 7x05 (1996)
- Gimme, Gimme, Gimme – serie TV, episodio 1x06 (1999)
- Highlander: The Raven – serie TV, episodio 1x16 (1999)
- Keen Eddie – serie TV, episodio 1x06 (2003)
- Hex – serie TV, 4 episodi (2005)
- Waking the Dead – serie TV, episodi 5x05-5x06 (2005)
- Ultimate Force – serie TV, episodi 4x04 (2006)
- L'ispettore Barnaby (Midsomer Murders) – serie TV, episodio 9x07 (2006)
- Roma (Rome) – serie TV, 4 episodi (2007)
- Le avventure di Sarah Jane (The Sarah Jane Adventures) – serie TV, episodi 2x01-2x02 (2008)
- I Borgia (The Borgias) – serie TV, 8 episodi (2011-2012)
- Hatfields & McCoys – miniserie TV, 3 puntate (2012)
- Jonathan Strange & Mr Norrell – miniserie TV, 3 puntate (2015)
- Penny Dreadful – serie TV, episodi 2x03-2x07 (2015)
- Carnival Row – serie TV, episodi 1x01-1x04 (2019)

## Doppiatori italiani
Nelle versioni in italiano, Ronan Vibert è stato doppiato da:
- Danilo De Girolamo ne La principessa sul pisello
- Massimo Lodolo in Lara Croft: Tomb Raider - La culla della vita
- Antonio Sanna in Roma
- Fabrizio Odetto ne I Borgia
- Paolo Marchese in Penny Dreadful
- Franco Mannella in Saving Mr. Banks
- Marco Mete in Dracula Untold
- Ambrogio Colombo ne L'uomo di neve
- Dario Oppido in Carnival Row